# Maldives Reform Movement
Das Maldives Reform Movement (Dhivehi މޯލްޑިވްސް ރިފޯމް މޫވްމެންޓް, dt.: „Reformbewegung der Malediven“) ist eine Partei in den Malediven. Sie wurde am 20. November 2019 offiziell gegründet.
Der ehemalige Präsident Maumoon Abdul Gayoom war einer der Gründer zusammen mit seinem Sohn Yumna Maumoon nach Streitigkeiten mit Abdulla Yameen über die Führung der Progressive Party of Maldives.

## Geschichte
Die MRM ist die dritte Partei, welche Maumoon Abdul Gayoom gegründet hat. Zum Zeitpunkt der Gründung war er in Asien der   Präsident im Amt mit der längsten Amtszeit. Er hatte 2005 zuerst die Dhivehi Rayyithunge Party (DRP) gegründet, nachdem er seine Zustimmung gegeben hatte, politische Parteien in den Malediven zu legalisieren. Seine Streitigkeiten mit dem damaligen Parteiführer, Ahmed Thasmeen Ali, führten dazu, dass er im Oktober 2011 die Partei verließ und die Progressive Party of Maldives (PPM) gründete. 2017 verließ Maumoon diese Partei wieder nach einem Disput über die Parteiführung mit seinem Halbbruder, dem ehemaligen Präsidenten Abdulla Yameen, mit dem er sich entfremdet hatte.
Die Sitzung zur Gründung der Partei wurde am 7. November 2019 abgehalten, wo der ehemalige Präsident zum Parteipräsidenten gewählt wurde. Das offizielle Gründungszertifikat der Wahlkommission wurde am 20. November 2019 ausgestellt.
Am 2. Oktober 2021 wurde ein Parteikongress abgehalten bei dem der frühere Abgeordnete Ahmed Faris Maumoon zum neuen Präsidenten gewählt wurde, während Aiminath Nadira und Shazail Shiyam als Stellvertreter gewählt wurden.